# Fraternitat reialista
La Fraternitat reialista o Lliga monàrquica va ser una lliga de nobles i part de les viles reials del Regne de València i d'Aragó que s'havia format en defensa de Pere el Cerimoniós davant la constitució de la Unió de València i la Unió d'Aragó.

## La Fraternitat al Regne de València
El centre visible de la Fraternitat al Regne de València va ser la ciutat de Xàtiva que contava amb un militar de primer ordre en les seues files, en Pere de Xèrica i de Llúria. De fet ja en 1347 el governador de Xàtiva Gilabert de Centelles organitzà la seua host per unir-la amb altres terços reialistes per poder fer front als unionistes. També es constituïren com a aliats del monarca Vila-real i Borriana, aquesta darrera més tard seria recompensada pel Pere el Cerimoniós amb tres corones sobre l'ensenya municipal per la seua fidelitat i també Morella, tot i els dubtes inicials, i amb discordància amb moltes de les seues aldees, que s'alià finalment amb els posicionaments de la Fraternitat valenciana, mentre Oriola i Alacant, tot i formar part dels senyorius de l'infant Ferran, germanastre de Pere el Cerimoniós i aliat dels unionistes, restaren finalment també fidels al monarca.
Una vegada constituïts els dos bàndols i tot i les tardanes ofertes de diàleg realitzades pel rei, que van ser rebutjades, el conflicte armat va resultar inevitable, pel què, després de la proclamació de la Unió, es van iniciar els preparatius militars i, en desembre de 1347, va estallar la guerra. Aquests inicialment es decantà a favor dels unionistes, després de la seua victòria a les batalles de la Pobla Llarga i Bétera, però finalment va finalitzar amb la victòria de la Fraternitat valenciana a la batalla de Mislata. Una vegada acabada la guerra, Pere el Cerimoniós va imposar a les viles rebels, en compensació per la seua afrenta, a pagar forts tributs al monarca.

## La Fraternitat al Regne d'Aragó
El febrer de 1348 diverses viles reialistes aragoneses com Terol, Daroca, Calataiud i Tarassona organitzen la Fraternitat per primera vegada amb un contingent de les seues hosts per fer front als unionistes aragonesos que tenien el suport d'Osca, Barbastre, Jaca i Saragossa. Les tropes reialistes de la Fraternitat aragonesa van dirigir-se cap al seu enfrontament, vigilants de la no intervenció dels unionistes valencians, on derrotarien als unionistes aragonesos definitivament en la batalla d'Épila.